# Планина под Голицо
Планина под Голицо (словен. Planina pod Golico) је насељено место у општини Јесенице, Горењска регија, Словенија.

## Историја
До територијалне реорганизације у Словенији била је у саставу старе општине Јесенице.

## Становништво
У попису становништва из 2011. године, Планина под Голицо је имала 289 становника.
| Број становника према пописима | Број становника према пописима | Број становника према пописима |
| ------------------------------ | ------------------------------ | ------------------------------ |
| 1991                           | 2002                           | 2011                           |
| 251                            | 244                            | 289                            |

Напомена: До 1955. исказивано под именом Свети Криж.